# 상하이 파견군
상하이 파견군(上海派遣軍 상하이 하켄군[*])은 일본 제국 육군의 군급 애드혹 파견대로, 제1차 상하이 사변과 상하이 전투의 증원군이었다.

## 역사
1932년 2월 25일, 제1차 상하이 전투의 증원군으로서 처음 편성되었다.
4월 29일, 사령관 시라카와 요시노리 대장이 윤봉길 의사에 의해 훙커우 공원에서 폭사하였다. 사령관의 부재로 상하이 파견군은 폐지되었다.
두번째 편성은 1937년 8월 13일에 발발한 상하이 전투가 난징 전투로 이어졌고, 결과는 패잔병 처리의 대의명분을 내세운 일본군의 난징 대학살로 이어졌다. 전투가 끝난 뒤, 1938년 2월 1일에 상하이 파견군은 중지나 방면군에 병합되었고, 중지나 방면군 또한 2월 14일에 폐지되어 중지나 파견군으로 재배치되었다.

## 지휘부

### 사령관
1. 대장 시라카와 요시노리, 1932년 2월 25일 ~ 4월 29일
2. 대장 마쓰이 이와네, 1937년 8월 15일 ~ 12월 2일
3. 중장 아사카 야스히코 왕자, 1937년 12월 2일 ~ 1938년 2월 14일

### 참모장
1. 중장 다시로 간이치로, 1932년 2월 25일 ~ 4월 29일
2. 중장 이누마 마모루, 1937년 8월 15일 ~ 1938년 2월 14일

## 부대

### 1.28사건
- 제9사단
- 제11사단
- 제14사단; 1932년 3월, 관동군으로 전속
- 혼성 제24여단
- 비행 제2대대
- 육군운송부 임시 상하이 파출소
- 공성중포병 제1연대

### 상하이 전투
- 제3사단
- 제9사단
- 제13사단
- 제101사단
- 후지시게 지대 (대만 수비대 기반)
- 야전중포병 제5여단

## 참전
- 제1차 상하이 사변/1.28사건
- 제2차 상하이 사변/상하이 전투
  - 난징 전투

## 참고
- 外山操 (1987).  森松俊夫, 편집. 《帝国陸軍編制総覧》 (일본어). 芙蓉書房出版.
- 秦郁彦 (2005년 8월 1일). 《日本陸海軍総合事典》 (일본어) 2판. 東京大学出版会. ISBN 4130301357.
- Dorn, Frank (1974). 《The Sino-Japanese War, 1937-41: From Marco Polo Bridge to Pearl Harbor》 (영어). MacMillan. ISBN 0-02-532200-1.
- Madej, Victor (1981). 《Japanese Armed Forces Order of Battle, 1937-1945》 (영어). Game Publishing Company. ASIN B000L4CYWW. ISBN 9992187212.